# Central McKenzie (Dakota del Norte)
Central McKenzie es un territorio no organizado ubicado en el condado de McKenzie en el estado estadounidense de Dakota del Norte. En el Censo de 2010 tenía una población de 717 habitantes y una densidad poblacional de 0,66 personas por km².

## Geografía
Central McKenzie se encuentra ubicado en las coordenadas 47°41′54″N 103°12′16″O / 47.69833, -103.20444. Según la Oficina del Censo de los Estados Unidos, Central McKenzie tiene una superficie total de 1081.01 km², de la cual 1077.69 km² corresponden a tierra firme y (0.31%) 3.32 km² es agua.

## Demografía
Según el censo de 2010, había 717 personas residiendo en Central McKenzie. La densidad de población era de 0,66 hab./km². De los 717 habitantes, Central McKenzie estaba compuesto por el 96.79% blancos, el 0% eran afroamericanos, el 1.12% eran amerindios, el 0.42% eran asiáticos, el 0% eran isleños del Pacífico, el 0% eran de otras razas y el 1.67% pertenecían a dos o más razas. Del total de la población el 0.42% eran hispanos o latinos de cualquier raza.